# 라이엇 게임즈
라이엇 게임즈(Riot Games)는 중국 텐센트 직속 산하의 게임 개발 회사이다. 본사는 로스엔젤레스에 위치해 있다.
2008년 10월 첫 개발작 '리그 오브 레전드: 운명의 충돌'을 발표했고 2009년 10월에 리그 오브 레전드라는 이름으로 게임을 발매한 이후 운영하고 있다. 2006년 설립이 되었으며, 2011년에는 중국의 거대 IT 기업인 텐센트에게 100% 인수되어 텐센트 직속 산하 회사가 되었다. 현재 북미와 유럽 지역에서 리그 오브 레전드 대회인 리그 오브 레전드 챔피언십 시리즈를 개최하고 있다. 아일랜드, 대한민국, 브라질, 터키, 호주에 지사를 두고 있다.

## 제품
- 리그 오브 레전드
- 전략적 팀 전투
- 리그 오브 레전드:와일드 리프트
- 레전드 오브 룬테라
- League+
- 발로란트

개발 중 혹은 계획 단계인 제품으로 다음이 있다.
- 프로젝트:F(가칭)
- 리그 오브 레전드 e스포츠 매니저
- 프로젝트:L(가칭)

### 미니게임
모두 한정판이다.
- 블리츠크랭크의 포로 구하기
- 초가스가 세계를 먹어치운다
- 직스 아케이드 폭발
- 별 수호자:불면증
- 프로젝트:처형
- 슈퍼 자크 공
- 아스트로 티모

### 라이엇 포지
- 몰락한 왕:리그 오브 레전드 이야기
- 시간/교차:리그 오브 레전드 이야기

### 라이엇 테이블탑
- 메크 대 미니언
- 텔스톤:킹스 갬빗

## 대한민국 지사
라이엇게임즈코리아는 허미티지박물관에 박물관 운영기금을 기부하였고, 이에 따라 '석가삼존도'를 박물관이 국외소재문화재재단에 기증함으로써 유물의 환수가 이루어졌다. 석가삼존도는 2014년 1월 7일 국립중앙박물관 사진실에서 공개되었다.

### 국회 참석
2013년 11월 6일 대한민국 국회의 여성가족부 국정감사 라이엇게임즈코리아 오진호 대표가 증인으로 출석하였다. 민주당 백재현 의원은 라이엇게임즈가 서비스하는 게임인 '리그 오브 레전드' 캐릭터를 이용한 2차 창작물(팬픽)의 선정성과 폭력성을 지적하였다. 이에 대해 오진호 대표는 '우려하는 바를 공감한다'고 답변하였으나, 이후 자료로 제시한 2차 창작물은 회사가 공식 배포한 자료가 아닌 이용자가 만든 비공식물 이므로 회사의 큰 잘못이 아니라고 대답했다.

### 역대 대표이사
- 1대 오진호
- 2대 이승현
- 3대 박준규 (2020년 1월 9일 사망[3])
- 4대 오진호 (박준규 사망 이후, 임시 대표이사)
- 5대 조혁진

## 같이 보기
- 리그 오브 레전드
- 텐센트
- 리그 오브 레전드: 와일드 리프트
- 발로란트